# アラゲジリス族
アラゲジリス族（学名: Xerini）は、ネズミ目（齧歯目）リス科に分類される族。
アラゲジリス属 (アフリカのジリス)、バーバリージリス属 (Atlantoxerus、北アフリカの現生種バーバリージリスの他、絶滅数種を含む)、ツメナガハタリス属 (Spermophilopsis、中央アジアに分布するツメナガハタリスを含む) の3属からなる。
Marmotini族（全北区のジリス）、Protoxerini族（アフリカの樹上性リス）とともに、ジリス亜科（学名: Xerinae）を形成する。

## 分類
- アラゲジリス族 Xerini
  - バーバリージリス属 Atlantoxerus
    - バーバリージリス Atlantoxerus getulus - モロッコ、アルジェリア

  - アラゲジリス属 Xerus
    - アカアシアラゲジリス Xerus erythropus - モロッコ、セネガルからケニア
    - ケープアラゲジリス Xerus inauris - ザンベジ川以南の南アフリカ
    - シマオアラゲジリス Xerus princeps - ナミビア、アンゴラ
    - アラゲジリス Xerus rutilus - エチオピア、タンザニア北部

  - ツメナガハタリス属 Spermophilopsis
    - ツメナガハタリス Spermophilopsis leptodactylus - アフガニスタン、西トルキスタン、イラン北部